# Bowen (kráter)
Bowen je nevelký impaktní kráter nacházející se na severovýchodním okraji Lacus Doloris (Jezero žalu) na přivrácené straně Měsíce. Má průměr 9 km, pojmenován je podle amerického fyzika a astronoma Iry Sprague Bowena. Jeho okrajový val má kruhový tvar, který je narušen na jihovýchodě kráterovou jamkou. Má ploché dno. Než jej Mezinárodní astronomická unie v roce 1973 přejmenovala, nesl název Manilius A.
Jižně leží kráter Manilius, severně se rozkládá pohoří Montes Haemus, za nímž se rozprostírá plocha Mare Serenitatis (Moře jasu).